# Saniculeae
Tribu
Les Saniculeae sont une tribu de plantes à fleurs de la famille des Apiaceae, sous-famille des Saniculoideae, comprenant huit genres. Sanicula est le genre type.

## Liste des genres
Selon GRIN (18 mai 2021) :
- Actinolema Fenzl
- Alepidea F. Delaroche
- Arctopus L.
- Astrantia L.
- Dondia Spreng., synonyme de Hacquetia Neck. ex DC.
- Eryngium L.
- Hacquetia Neck. ex DC.
- Petagnaea Caruel
- Petagnia Guss., synonyme de Petagnaea Caruel
- Sanicula L.
- Triclinium Raf., synonyme de Sanicula L.